# Pomare IV

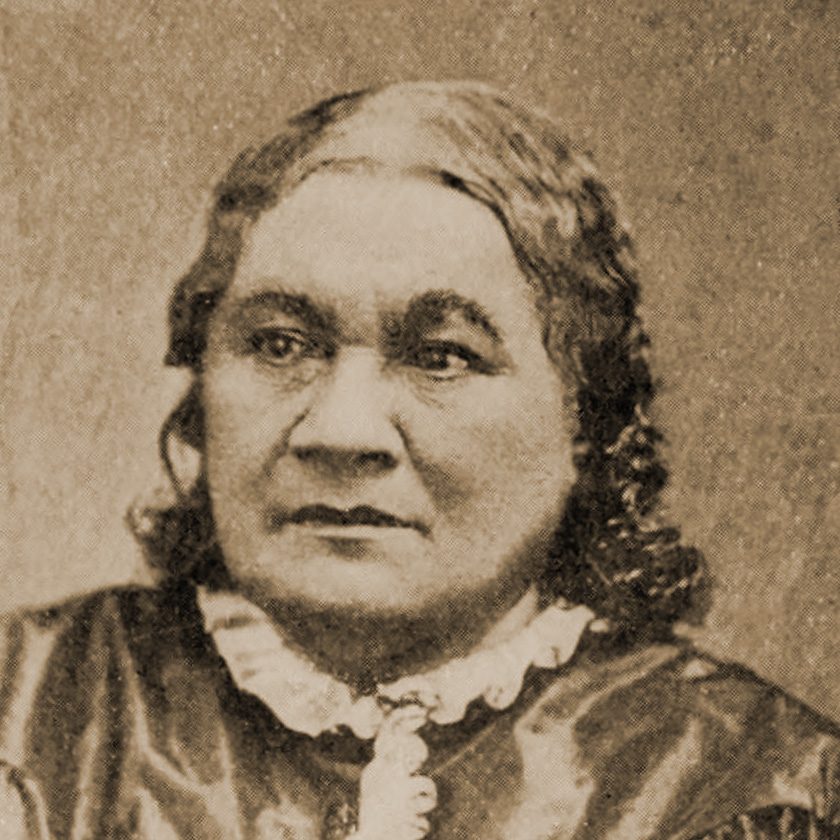
Pomare IV

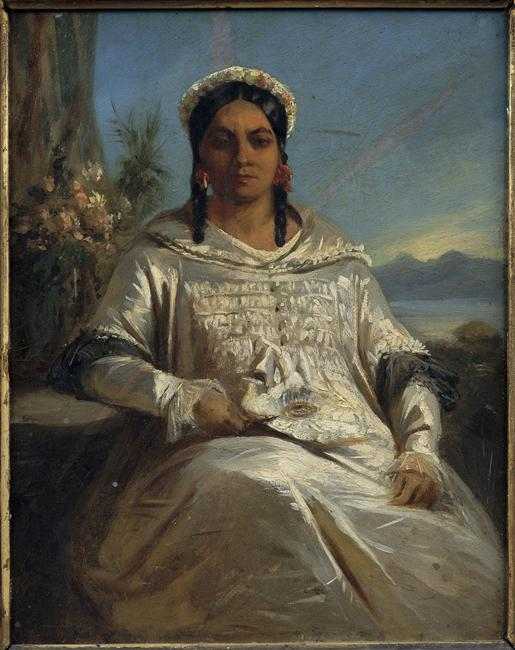
Pomare IV av Charles Giraud, 1852, Musée du quai Branly

Pomare IV, född 28 februari 1813, död 17 september 1877, monark (drottning) av Tahiti, Moorea med tillhörande områden 1827-1877.

## Biografi
Född med namnet Aimata som dotter till Pomare II, kung av Tahiti, och prinsessan Teremoemoe Tamatoa, som var dotter till Tamatoa III, kung av Raiatea. Hon blev tronföljare 1821 och monark 14 år gammal i januari 1827 vid sin bror Pomare III:s död.
Vid början av sin regeringstid föredrog hon den lokala kulten Mamaia i stället för den protestantiska kristendom som gynnats under hennes brors regeringstid, men tvingades snart återge de brittiska protestantiska missionärerna deras inflytande; under 1830-talet var pastor George Pritchard hennes främsta rådgivare.
År 1838 förvägrade hon katolska missionärer från Frankrike tillträde, vilket gav Frankrike en anledning att intervenera och ta beslutet att inrätta ett franskt protektorat. 
1842 tvingades Pomare underteckna ett fördrag med Frankrike, men hon tog 1844 sin tillflykt till ett brittiskt fartyg och vägrade sedan allt samarbete med Frankrike.
Den 9 februari 1847 tvingades hon acceptera franskt protektorat över Tahiti. Fördraget med Frankrike tvingade henne att dela makten med en fransk kommissionär, vilken måste ge sitt samtycke till utfärdande att lagar, utnämningar och sammankallanden. 
Hon avled i en hjärtattack och efterträddes av sin son Pomare V. 